# Pacini Fazzi Editore
Pacini Fazzi Editore ist ein italienischer Verlag mit Sitz in Lucca.
Der Verlag wurde 1966 von Maria Pacini Fazzi in Lucca gegründet. Der Schwerpunkt des Verlagsprogrammes lag zunächst auf lokal- und regionalgeschichtlichen Publikationen zur Geschichte und Kultur der Stadt Lucca sowie der Region Toskana. Das Programm hat sich im Laufe der Jahre erweitert und umfasst Veröffentlichungen zu diversen Themengebieten wie der Buchwissenschaft, Kunst und Musik, darunter mehrere Bücher über den in Lucca geborenen Komponisten Giacomo Puccini. Der Verlag arbeitet außerdem mit der Accademia Lucchese di Scienze, Lettere ed Arti zusammen und hat mehrere ihrer Publikationen herausgegeben. Im Bereich der Buchwissenschaft ist der Verlag durch die Zeitschrift Rara Volumina hervorgetreten, einer halbjährlich erscheinenden Zeitschrift, die Beiträge zur Buchkunst, Buchillustration und Bibliophilie vereinigt.